# Chmod
chmod je ukaz v Unixu in podobnih operacijskih sistemih, kjer lahko lastnik ali sistemski administrator spreminja pravice dostopa do datotek ali map (ker veljajo za mape in datoteke enaka pravila, se bo v nadaljevanju oznaka datoteka nanašala tudi na mapo). Te pravice se v zapisovanju nanašajo na različne skupine, ki pa so:
- lastnik datoteke
- skupina kateri pripada lastnik
- ostali uporabniki

Ime chmod je okrajšava angleškega izraza change mode (sprememba načina).

## Značilnosti
Datoteka/mapa ima lahko prirejene sledeče značilnosti:
- beri (označimo z »r«, kar je kratica za read),
- piši (označimo z »w«, kar je kratica za write),
- izvedi (označimo z »x«, kar je kratica za execute).

Beri značilnost omejuje/dovoljuje posamezniku da bere datoteko oz. njeno vsebino.
Piši značilnost se nanaša na spreminjanje oz. brisanje vsebine datoteke.
Izvedi pa na izvajanje.

## Skladnja
chmod dovoljenja ime_datoteke
Dovoljenje se zapisuje v zaporedju »lastnik«, »skupina«, »javno«.
Potem pa še vsakemu izmed teh treh značilnosti beri, piši, izvajaj.
Vsaka beri/piši/izvajaj se nanašajo na dvojiško obliko zapisa,
pri tem pa je 1 (enica) oznaka za veljavnost, in 0 za neveljavnost.
Če bi hoteli pripisati datoteki tekst.txt dovoljenje da lastnik bere in piše in izvaja datoteko, ostali pa nimajo nikakršnih pravic, potem bi zapisali:
chmod 700 tekst.txt
kjer se 7 nanaša na lastnika in bi bila v dvojiškem sistemu 111 (rwx), kar pomeni beri, piši, izvajaj.
Če bi hoteli lastniku odvzeti pravice, vsem ostalim pa pripisati, bi napisali 077, kar bi pomenilo lastnik (ne beri, ne piši, ne izvajaj), skupina (beri, piši, izvajaj), javno (beri, piši, izvajaj).